# كريس غروسمان
كريس غروسمان (بالإنجليزية: Chris Grossman)‏ هو لاعب كرة قدم أسترالي في مركز الوسط، ولد في 6 مارس 1987 في بريزبان في أستراليا. شارك مع منتخب أستراليا تحت 20 سنة لكرة القدم. أما مع النوادي، فقد لعب مع روتشيدال روفرز وكوينزلاند ليونز ونادي بريزبان رور ونيوكاسل يونايتد جتس.

## وصلات خارجية
- كريس غروسمان على موقع قاعدة بيانات كرة القدم.إي يو (الإنجليزية)
- كريس غروسمان على موقع عالم كرة القدم.نت (الإنجليزية)